# Escuela Técnica Superior de Ingeniería Agronómica y Biociencias
La Escuela Técnica Superior de Ingeniería Agronómica y Biociencias, también conocida por sus siglas ETSIAB, es un centro docente universitario, perteneciente al Campus de Arrosadia de la Universidad Pública de Navarra en Pamplona, y en donde actualmente se imparten estudios superiores en las áreas de agroalimentación y ciencias. 
Anteriormente, su denominación era Escuela Técnica Superior de Ingenieros Agrónomos.

## Historia
El Consejo de Gobierno, en sesión ordinaria de 13 de diciembre de 2019, aprobó la modificación del nombre Escuela Técnica Superior de Ingeniería Agronómica y Biociencias, haciéndose oficial el 21 de febrero de 2020 tras su incorporación en el Registro de Universidades, Centros y Títulos.

## Sede e instalaciones

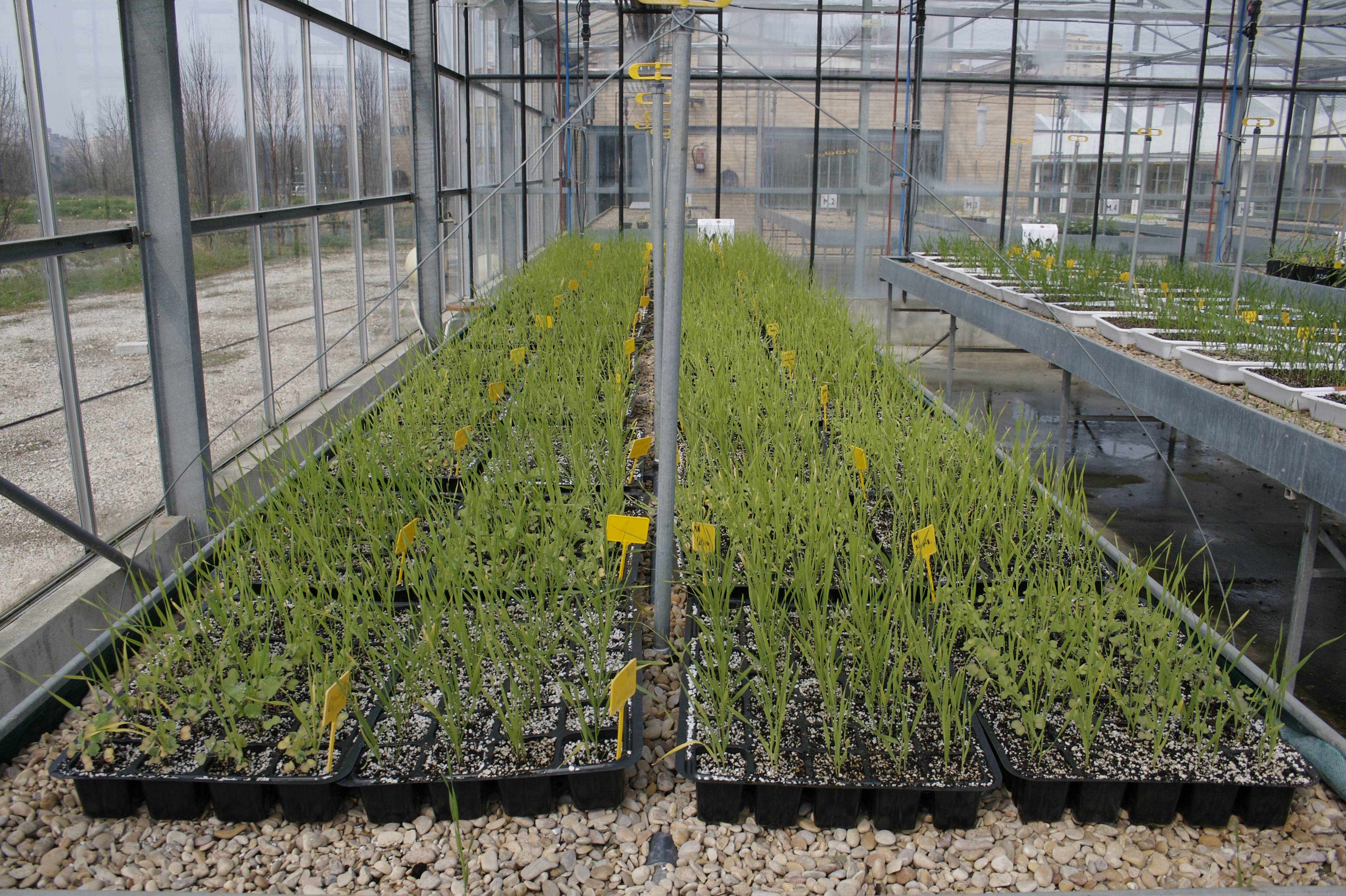
Invernaderos climatizados de la finca de prácticas.

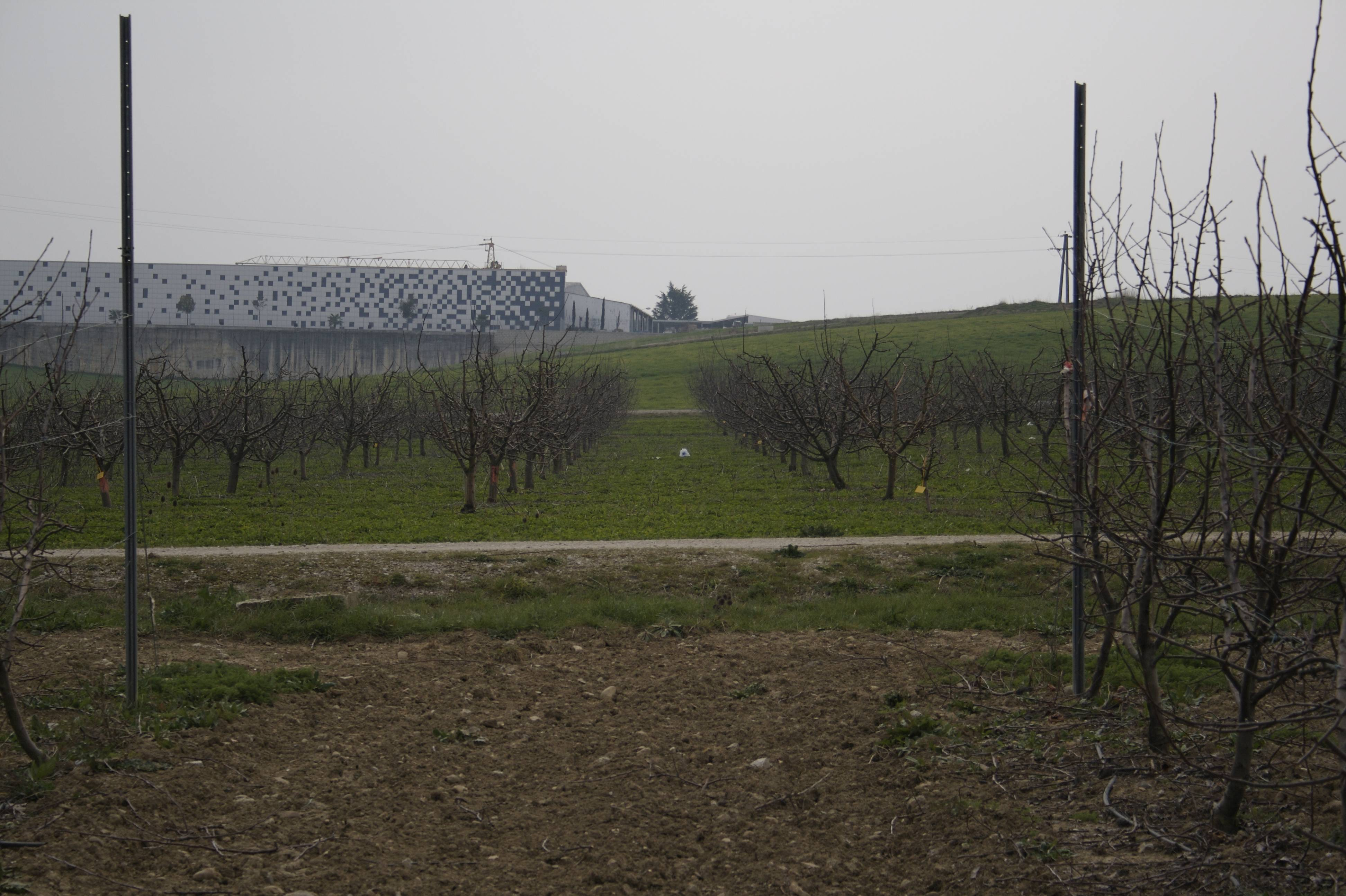
Finca de prácticas de la ETSIAB.

La Escuela Técnica Superior de Ingeniería Agronómica y Biociencias de la Universidad Pública de Navarra tiene su sede principal en el Edificio Departamental Los Olivos, dentro del Campus de Arrosadia de Pamplona.
La docencia teórica se realiza en el aulario, edificio de uso común para todas titulaciones de la UPNA. De forma específica la ETSIAB cuenta con 59 laboratorios destinados a docencia e investigación, además de una finca de prácticas de más de 300.000 metros cuadrados donde hay una estación meteorológica propia.

## Docencia

### Titulaciones de Grado[7]
Esta facultad cuenta con los siguientes grados universitarios:
- Grado en Ingeniería Agroalimentaria y del Medio Rural.
- Grado en Innovación de Procesos y Productos Alimentarios.
- Grado en Ciencias.
- Grado en Ciencias de datos.
- Grado en Biotecnología.
- Grado en Ciencia de Datos + ADE.
- Grado en Ciencia de Datos + Biotecnología.
- Grado en IAMR + IPPA.

### Titulaciones de Máster[8]
Esta facultad cuenta con los siguientes másteres universitarios:
- Máster Universitario en Ingeniería Agronómica.
- Máster Universitario en Sistemas de Información Geográfica y Teledetección.
- Máster Universitario en Agrobiología Ambiental.
- Máster Universitario en Tecnología y Calidad en las Industrias Agroalimentarias.
- Máster Universitario en Química Sintética e Industrial.
- Máster Universitario en Gestión de Suelos y Aguas (bienal).
- Máster Universitario en Enología Innovadora.
- Máster Universitario en Investigación e Innovación en Biotecnología[9]

### Otras titulaciones oficiales
La ETSIAB de la UPNA está reconocida como una unidad de formación acreditada para impartir los cursos de formación de directores técnicos e inspectores de ITEAF.

### Otra formación
A través de la Fundación-Sociedad se imparten cursos de especialización.

## Dirección[11]
- Directora:  Ramo Barrena Figueroa.
- Secretario:  Luis Miguel Arregui Odériz.

## Departamentos
- Agronomía, Biotecnología y Alimentación
- Ciencias

## Reconocimientos

### Sellos de calidad
El grado en Ingeniería Agroalimentaria y del Medio Rural, que habilita para la profesión de Ingeniero Técnico Agrícola, y el Doble Grado en IAMR + IPPA están reconocido con el certificado europeo de calidad Sello EUR-ACE.
También han obtenido el Sello EUR-ACE la titulación de Máster Universitario en Ingeniería Agronómica.

### Registros oficiales
La Escuela Técnica Superior de Ingenieros Agrónomos de la Universidad Pública de Navarra está inscrita en el Registro de productores de semillas y de plantas de vivero de la Oficina Española de Variedades Vegetales (SG de Medios de Producción Agrícolas y Oficina Española de Variedades Vegetales) del Ministerio de Agricultura, Pesca y Alimentación.

## Colaboraciones
La escuela de ingenieros agrónomos colabora con el Banco de Alimentos de Navarra, la empresa Elkarkide y el Comedor París 365 mediante la donación de alimentos producidos en la finca de prácticas.
También colabora en la organización de las Jornadas sobre Ganado de Lidia y Tauromaquia.